# البدنية: 100
البدنية: 100 (بالكورية: 피지컬: 100)‏ هو برنامج تلفزيوني واقعي بث على منصة نتفليكس. يعرض هذا البرنامج الكوري الجنوبي لعبة كورية جنوبية. في هذه اللعبة يتنافسون 100 رياضي ورياضية مفتولين العضلات ضد بعضهم البعض في اختبارات جسدية مختلفة. في كل مرة، يخرج أو يخسر أحد المشاركين في هذه اللعبة، حتى يتبقى في النهاية مشارك واحد فقط. لهذا السبب، يتم مقارنة مسلسل البدنية: 100 بمسلسل لعبة الحبار. في مسلسل لعبة الحبار تدور القصة عن مئات اللاعبين الذين يعانون من ضائقة مالية يتلقون دعوة غريبة للتنافس في ألعاب للأطفال، حيث ينتظر من يفوز بكل الألعاب جائزة مالية مغرية جدا قدرها 45.6 مليار وون (حوالي 38.7$ مليون دولار أمريكي). لكن تصحب هذه الألعاب مخاطرة كبيرة وحتى مميتة، مما يخلق شبه نوعا ما بين مسلسل البدنية: 100 ومسلسل لعبة الحبار.  

## روابط خارجية
- البدنية: 100 على موقع IMDb (الإنجليزية)
- البدنية: 100 على موقع روتن توميتوز (الإنجليزية)
- البدنية: 100 على موقع نتفليكس (الإنجليزية)
- البدنية: 100 على موقع قاعدة بيانات الفيلم (الإنجليزية)